# Organisations internationales en Europe
Les principales organisations internationales en Europe ont été établies dans la période faisant suite à la Seconde Guerre mondiale afin d'accroitre les coopérations, notamment politiques, des États européens qui les composent. Le Conseil de l'Europe et l'Union européenne sont ainsi les deux principales organisations régionales sur le continent européen.

## Unité européenne, rêve et réalité
L’Europe a depuis plusieurs siècles le rêve de s’unifier afin d’éviter les guerres et les conflits meurtriers. Un des premiers penseurs d’une union entre Européens fut le philosophe allemand Leibniz. Victor Hugo défendit lui-même le projet d’une utopie des États-Unis d'Europe dans un célèbre discours (Discours Pour la Serbie 1876).
L’Europe n’a jamais connu d’unité politique totale. « Europe et Utopie » pourrait être un des noms des différents projets d’unité européenne. Certaines périodes, d’une durée variable, ont cependant été marquées par la domination d’une vaste partie du continent par un pouvoir unique, qui s’est en général imposé par la force. Ce fut ainsi le cas de l’empire romain, de l’empire carolingien, de l’empire napoléonien, et du Troisième Reich. Certaines familles royales ont également, par le biais de relations dynastiques, gouverné un grand nombre de pays européens, au premier rang desquelles la famille des Habsbourg.
Victor Hugo a souvent rêvé qu’un jour existeraient les États-Unis d’Europe, faisant penser aux États-Unis d’Amérique. Son discours prononcé le 21 août 1849, à l’occasion de l’ouverture du Congrès de la Paix à Paris, est resté célèbre. Il y évoque une Europe enfin pacifiée, unie dans un même gouvernement. La suite de l’Histoire lui donne hélas tort, avec la guerre de 1870 et les deux guerres mondiales. Puis arrive la guerre froide, qui divise l’Europe en deux blocs antagonistes. Malgré tout, le général de Gaulle conserve l’espoir, parlant à plusieurs reprises d’une vaste Europe allant de l’Atlantique à l’Oural. La chute du mur de Berlin et l’effondrement du bloc soviétique pourraient un jour lui donner raison.
En effet, depuis la deuxième moitié du XXe siècle, un mouvement d’union politique est en construction avec la coopération et le consensus se réalisant avec le Conseil de l'Europe, avec pour particularité sa mise en place pacifique et démocratique. La forme finale de ce nouveau pouvoir qu’est l’Union européenne n’est cependant pas encore arrêtée et laisse aujourd’hui une grande liberté politique aux pays membres, de plus en plus nombreux.

## Les Europe politiques
Pour un article plus général, voir Géopolitique de l'Europe au XXIe siècle.
La diversité d’institutions est si forte que certains considèrent que l’on assiste à la formation de plusieurs Europes : une Europe économique et politique (l’Union européenne), une Europe des droits de l’Homme (le Conseil de l'Europe), une Europe de la sécurité (Espace Schengen) et une ébauche d’Europe diplomatique (le Conseil de l'Union européenne). 
Il est donc proposé, ici, de faire le lien entre les différentes institutions européennes : membres, fonctions et rapports.

### Les appartenances aux institutions
| Pays               | UE       | AELE | EEE | Conseil de l'Europe | Espace Schengen | Zone euro     | OCDE | OTAN |
| ------------------ | -------- | ---- | --- | ------------------- | --------------- | ------------- | ---- | ---- |
| Albanie            | candidat |      |     | oui                 |                 |               |      | oui  |
| Allemagne          | oui      |      | oui | oui                 | oui             | oui           | oui  | oui  |
| Andorre            |          |      |     | oui                 |                 | oui           |      |      |
| Arménie            |          |      |     | oui                 |                 |               |      |      |
| Autriche           | oui      |      | oui | oui                 | oui             | oui           | oui  |      |
| Azerbaïdjan        |          |      |     | oui                 |                 |               |      |      |
| Belgique           | oui      |      | oui | oui                 | oui             | oui           | oui  | oui  |
| Biélorussie        |          |      |     | candidat            |                 |               |      |      |
| Bosnie-Herzégovine |          |      |     | oui                 |                 |               |      |      |
| Bulgarie           | oui      |      | oui | oui                 | oui             |               |      | oui  |
| Chypre             | oui      |      | oui | oui                 | oui             | oui           |      |      |
| Croatie            | oui      |      |     | oui                 |                 |               |      | oui  |
| Danemark           | oui      |      | oui | oui                 | oui             | MCE II        | oui  | oui  |
| Espagne            | oui      |      | oui | oui                 | oui             | oui           | oui  | oui  |
| Estonie            | oui      |      | oui | oui                 | oui             | oui           | oui  | oui  |
| Finlande           | oui      |      | oui | oui                 | oui             | oui           | oui  | oui  |
| France             | oui      |      | oui | oui                 | oui             | oui           | oui  | oui  |
| Géorgie            |          |      |     | oui                 |                 |               |      |      |
| Grèce              | oui      |      | oui | oui                 | oui             | oui           | oui  | oui  |
| Hongrie            | oui      |      | oui | oui                 | oui             |               | oui  | oui  |
| Irlande            | oui      |      | oui | oui                 |                 | oui           | oui  |      |
| Islande            |          | oui  | oui | oui                 | oui             |               | oui  | oui  |
| Italie             | oui      |      | oui | oui                 | oui             | oui           | oui  | oui  |
| Kazakhstan         |          |      |     |                     |                 |               |      |      |
| Kosovo             |          |      |     |                     |                 | utilise l'€ , |      |      |
| Lettonie           | oui      |      | oui | oui                 | oui             | oui           |      | oui  |
| Liechtenstein      |          | oui  | oui | oui                 | oui             |               |      |      |
| Lituanie           | oui      |      | oui | oui                 | oui             | oui           |      | oui  |
| Luxembourg         | oui      |      | oui | oui                 | oui             | oui           | oui  | oui  |
| Macédoine du Nord  | candidat |      |     | oui                 |                 |               |      |      |
| Malte              | oui      |      | oui | oui                 | oui             | oui           |      |      |
| Moldavie           |          |      |     | oui                 |                 |               |      |      |
| Monaco             |          |      |     | oui                 |                 | oui           |      |      |
| Monténégro         | candidat |      |     | oui                 |                 | utilise l'€,  |      |      |
| Norvège            |          | oui  | oui | oui                 | oui             |               | oui  | oui  |
| Pays-Bas           | oui      |      | oui | oui                 | oui             | oui           | oui  | oui  |
| Pologne            | oui      |      | oui | oui                 | oui             |               | oui  | oui  |
| Portugal           | oui      |      | oui | oui                 | oui             | oui           | oui  | oui  |
| Roumanie           | oui      |      | oui | oui                 | oui             |               |      | oui  |
| Royaume-Uni        | oui      |      | oui | oui                 |                 |               | oui  | oui  |
| Russie             |          |      |     | oui                 |                 |               |      |      |
| Saint-Marin        |          |      |     | oui                 |                 | oui           |      |      |
| Serbie             | candidat |      |     | oui                 |                 |               |      |      |
| Slovaquie          | oui      |      | oui | oui                 | oui             | oui           | oui  | oui  |
| Slovénie           | oui      |      | oui | oui                 | oui             | oui           | oui  | oui  |
| Suède              | oui      |      | oui | oui                 | oui             |               | oui  |      |
| Suisse             |          | oui  |     | oui                 | oui             |               | oui  |      |
| Tchéquie           | oui      |      | oui | oui                 | oui             |               | oui  | oui  |
| Turquie            | candidat |      |     | oui                 |                 |               | oui  | oui  |
| Ukraine            |          |      |     | oui                 |                 |               |      |      |
| Vatican            |          |      |     |                     |                 | oui           |      |      |

### Catégorisation par pays
| Pays fondateurs               | Membres « leaders » | Membres « s’intégrant » | Membres « attentistes » |
| Allemagne                     | Autriche            | Chypre                  | Albanie                 |
| Belgique                      | Espagne             | Croatie                 | Arménie                 |
| France                        | Finlande            | Danemark                | Azerbaïdjan             |
| Italie                        | Grèce               | Estonie                 | Biélorussie (hors CE)   |
| Luxembourg                    | Portugal            | Hongrie                 | Bosnie-Herzégovine      |
| Pays-Bas                      |                     | Irlande                 | Géorgie                 |
|                               |                     | Bulgarie                | Islande                 |
|                               |                     | Lettonie                | Kazakhstan (hors CE)    |
|                               |                     | Lituanie                | Kosovo (hors CE)        |
|                               |                     | Malte                   | Macédoine               |
|                               |                     | Pologne                 | Moldavie                |
|                               |                     | Roumanie                | Monténégro              |
|                               |                     | Royaume-Uni             | Norvège                 |
|                               |                     | Slovaquie               | Russie                  |
|                               |                     | Slovénie                | Serbie                  |
|                               |                     | Suède                   | Ukraine                 |
|                               |                     | Suisse                  |                         |
|                               |                     | Tchéquie                |                         |
| Hors micro-états. 1. 2. 3. 4. |                     |                         |                         |

### Les pères fondateurs des institutions (premiers membres des institutions)
| Pays        | OECE (ancêtre de l’OCDE) | Conseil de l'Europe | CEE (ancêtre de l’Union européenne) |
| Allemagne   | oui                      |                     | oui                                 |
| Autriche    | oui                      |                     |                                     |
| Belgique    | oui                      | oui                 | oui                                 |
| Danemark    | oui                      | oui                 |                                     |
| France      | oui                      | oui                 | oui                                 |
| Grèce       | oui                      |                     |                                     |
| Irlande     | oui                      | oui                 |                                     |
| Italie      | oui                      | oui                 | oui                                 |
| Luxembourg  | oui                      | oui                 | oui                                 |
| Norvège     | oui                      | oui                 |                                     |
| Pays-Bas    | oui                      | oui                 | oui                                 |
| Portugal    | oui                      |                     |                                     |
| Royaume-Uni | oui                      | oui                 |                                     |
| Suède       | oui                      | oui                 |                                     |
| Suisse      | oui                      |                     |                                     |
| Turquie     | oui                      |                     |                                     |

#### Une Europe à la carte
| Pays               | Adhésion au Conseil de l'Europe | Signature de la Convention de Schengen | Entrée dans l’Union européenne |
| ------------------ | ------------------------------- | -------------------------------------- | ------------------------------ |
| Albanie            | 13 juillet 1995                 |                                        |                                |
| Allemagne          | 13 juillet 1950                 | 14 juin 1985                           | 25 mars 1957                   |
| Andorre            | 10 novembre 1994                |                                        |                                |
| Arménie            | 25 janvier 2001                 |                                        |                                |
| Autriche           | 16 avril 1956                   | 28 avril 1995                          | 1er janvier 1995               |
| Azerbaïdjan        | 25 janvier 2001                 |                                        |                                |
| Belgique           | 5 mai 1949                      | 14 juin 1985                           | 25 mars 1957                   |
| Bosnie-Herzégovine | 24 avril 2002                   |                                        |                                |
| Bulgarie           | 7 mai 1992                      | 1er janvier 2007                       | 1er janvier 2007               |
| Chypre             | 24 mai 1961                     | 1er mai 2004                           | 1er mai 2004                   |
| Croatie            | 6 novembre 1996                 |                                        | 1er juillet 2013               |
| Danemark           | 5 mai 1949                      | 19 décembre 1996                       | 1er janvier 1973               |
| Espagne            | 24 novembre 1977                | 25 juin 1992                           | 1er janvier 1986               |
| Estonie            | 14 mai 1993                     | 1er mai 2004                           | 1er mai 2004                   |
| Finlande           | 5 mai 1989                      | 19 décembre 1996                       | 1er janvier 1995               |
| France             | 5 mai 1949                      | 14 juin 1985                           | 25 mars 1957                   |
| Géorgie            | 27 avril 1999                   |                                        |                                |
| Grèce              | 9 août 1949                     | 6 novembre 1992                        | 1er janvier 1981               |
| Hongrie            | 6 novembre 1990                 | 1er mai 2004                           | 1er mai 2004                   |
| Irlande            | 5 mai 1949                      |                                        | 1er janvier 1973               |
| Islande            | 7 mars 1950                     | 19 décembre 1996                       |                                |
| Italie             | 5 mai 1949                      | 27 novembre 1990                       | 25 mars 1957                   |
| Lettonie           | 10 février 1995                 | 1er mai 2004                           | 1er mai 2004                   |
| Liechtenstein      | 23 novembre 1978                | 28 février 2008                        |                                |
| Lituanie           | 14 mai 1993                     | 1er mai 2004                           | 1er mai 2004                   |
| Luxembourg         | 5 mai 1949                      | 14 juin 1985                           | 25 mars 1957                   |
| Macédoine          | 9 novembre 1995                 |                                        |                                |
| Malte              | 29 avril 1965                   | 1er mai 2004                           | 1er mai 2004                   |
| Moldavie           | 13 juillet 1995                 |                                        |                                |
| Monaco             | 5 octobre 2004                  |                                        |                                |
| Monténégro         | 11 mai 2007                     |                                        |                                |
| Norvège            | 5 mai 1949                      | 19 décembre 1996                       |                                |
| Pays-Bas           | 5 mai 1949                      | 14 juin 1985                           | 25 mars 1957                   |
| Pologne            | 26 novembre 1991                | 1er mai 2004                           | 1er mai 2004                   |
| Portugal           | 22 septembre 1976               | 25 juin 1992                           | 1er janvier 1986               |
| Roumanie           | 7 octobre 1993                  | 1er janvier 2007                       | 1er janvier 2007               |
| Royaume-Uni        | 5 mai 1949                      |                                        | 1er janvier 1973               |
| Russie             | 28 février 1996                 |                                        |                                |
| Saint-Marin        | 16 novembre 1988                |                                        |                                |
| Serbie             | 3 avril 2003                    |                                        |                                |
| Slovaquie          | 30 juin 1993                    | 1er mai 2004                           | 1er mai 2004                   |
| Slovénie           | 14 mai 1993                     | 1er mai 2004                           | 1er mai 2004                   |
| Suède              | 5 mai 1949                      | 19 décembre 1996                       | 1er janvier 1995               |
| Suisse             | 6 mai 1963                      | 16 octobre 2004                        |                                |
| Tchéquie           | 30 juin 1993                    | 1er mai 2004                           | 1er mai 2004                   |
| Turquie            | 9 août 1949                     |                                        |                                |
| Ukraine            | 9 novembre 1995                 |                                        |                                |

### Des pays européens hors de la construction européenne
| Pays        | Rapport avec les institutions européennes | Commentaire |
| ----------- | ----------------------------------------- | ----------- |
| Biélorussie |                                           |             |
| Kosovo      |                                           |             |
| Vatican     |                                           |             |

Pays n’étant membres d’aucune institution officielle.